# Morale sessuale
Per morale sessuale si intende il ramo della filosofia morale che si occupa di analizzare i comportamenti sessuali umani e, per estensione, i comportamenti ritenuti corretti da queste analisi o dal senso comune di una popolazione.
Sovente lo studio della morale sessuale è legato alla religione, ma spesso non in senso dogmatico: la morale sessuale cattolica, per esempio, pone le proprie radici nello studio della natura, rappresentato da esponenti come Tommaso d'Aquino.
Sono molti i temi affrontati dalla morale sessuale: da concetti più metafisici quali la definizione stessa di rapporto sessuale a temi più pratici come il consenso e l'accettabilità di determinate pratiche.

## Concetto
La morale sessuale è un insieme di norme e principi, spesso connessi alla religione, che regolano i comportamenti affettivi, sessuali e matrimoniali nelle diverse culture. Fin dalle origini, molte religioni hanno stabilito codici etici riguardanti la sessualità, definendo ciò che è considerato moralmente accettabile in ambito privato e pubblico. Tuttavia, esistono anche prospettive laiche o atee che propongono modelli alternativi di etica sessuale.
Il termine etica sessuale può essere impiegato come sinonimo di morale sessuale, sebbene possa assumere sfumature diverse a seconda del contesto. Ad esempio, la Congregazione per la Dottrina della Fede della Chiesa cattolica utilizza l’espressione «etica sessuale» nei propri documenti rivolti ai fedeli.
In ambito giuridico, in alcuni ordinamenti la morale sessuale è richiamata attraverso l’espressione “morale e buoni costumi”, un criterio impiegato per valutare la legittimità di determinati comportamenti o atti sessuali.